# Raffadali
Raffadali é uma comuna italiana da região da Sicília, província de Agrigento, com cerca de 13.492 habitantes. Estende-se por uma área de 22 km², tendo uma densidade populacional de 613 hab/km². Faz fronteira com Agrigento, Joppolo Giancaxio, Sant'Angelo Muxaro, Santa Elisabetta.

## Demografia
| Variação demográfica do município entre 1861 e 2011                               |
|                                                                                   |
| Fonte: Istituto Nazionale di Statistica (ISTAT) - Elaboração gráfica da Wikipedia |